# Thin White Rope
I Thin White Rope sono stati un gruppo rock statunitense formato a Davis (California) nel 1984. Il nucleo della band era composto dal cantante/chitarrista Guy Kyser e dal chitarrista Roger Kunkel, attorno ai quali sono ruotati diversi bassisti e batteristi.
Il loro stile musicale, caratterizzato dall'uso di due chitarre come i Television e del feedback e che mescolava il rock psichedelico e l'acid rock con la tradizione country e blues, riletti in ottica post punk, spinse i critici a coniare il termine post-psichedelia.
Il gruppo venne accostato alla scena del Paisley Underground di Davis, insieme a band come The Dream Syndicate e Green on Red. Il nome della band fu ispirato da una metafora usata dallo scrittore William S. Burroughs in Pasto nudo per definire il liquido seminale maschile.
Il gruppo si sciolse nel 1994. Guy Kyser formò i Mummydogs, Kunkel il progetto jazz e blues Acme Rocket Quartet mentre il bassista Odom i Graves Brothers Deluxe.

## Formazione
- Guy Kyser - voce, chitarra
- Roger Kunkel - chitarra
- Matt Abourezk - batteria
- Stephen Tesluk
- Joseph Becker
- John von Feldt
- Frank French
- Stooert Odom - basso

## Discografia

### Album studio
- 1985 - Exploring the Axis
- 1987 - Moonhead
- 1988 - In the Spanish Cave
- 1990 - Sack Full of Silver
- 1991 - The Ruby Sea

### Album dal vivo
- 1993 - The One That Got Away

### Raccolte
- 1994 - When Worlds Collide
- 1995 - Spoor

### EP
- 1987 - Bottom Feeders
- 1988 - Red Sun
- 1991 - Squatter's Rights

### Singoli
- 1990 - Ants Are Cavemen